# Topola osika z Jastwi

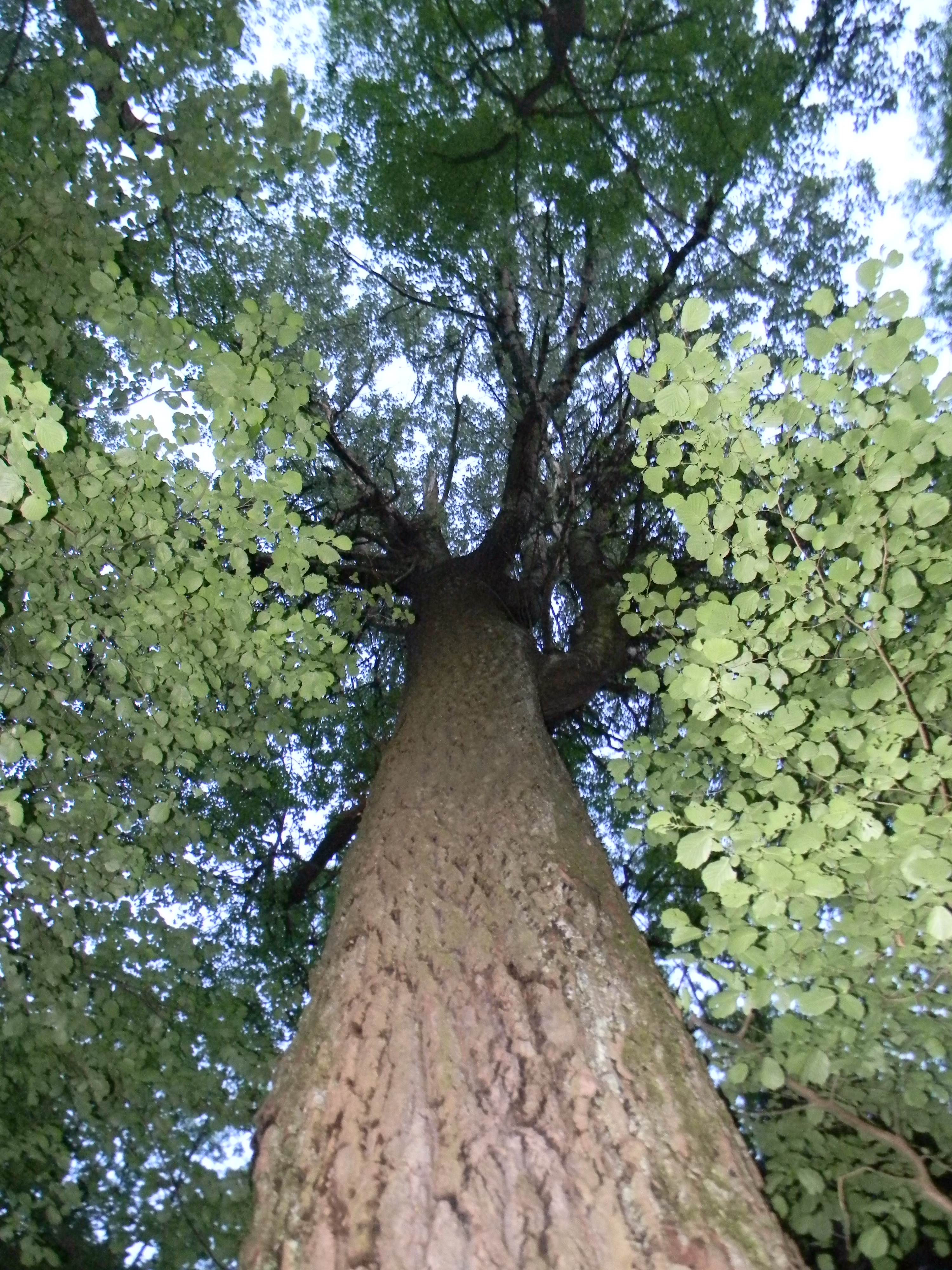
Widok na koronę od dołu

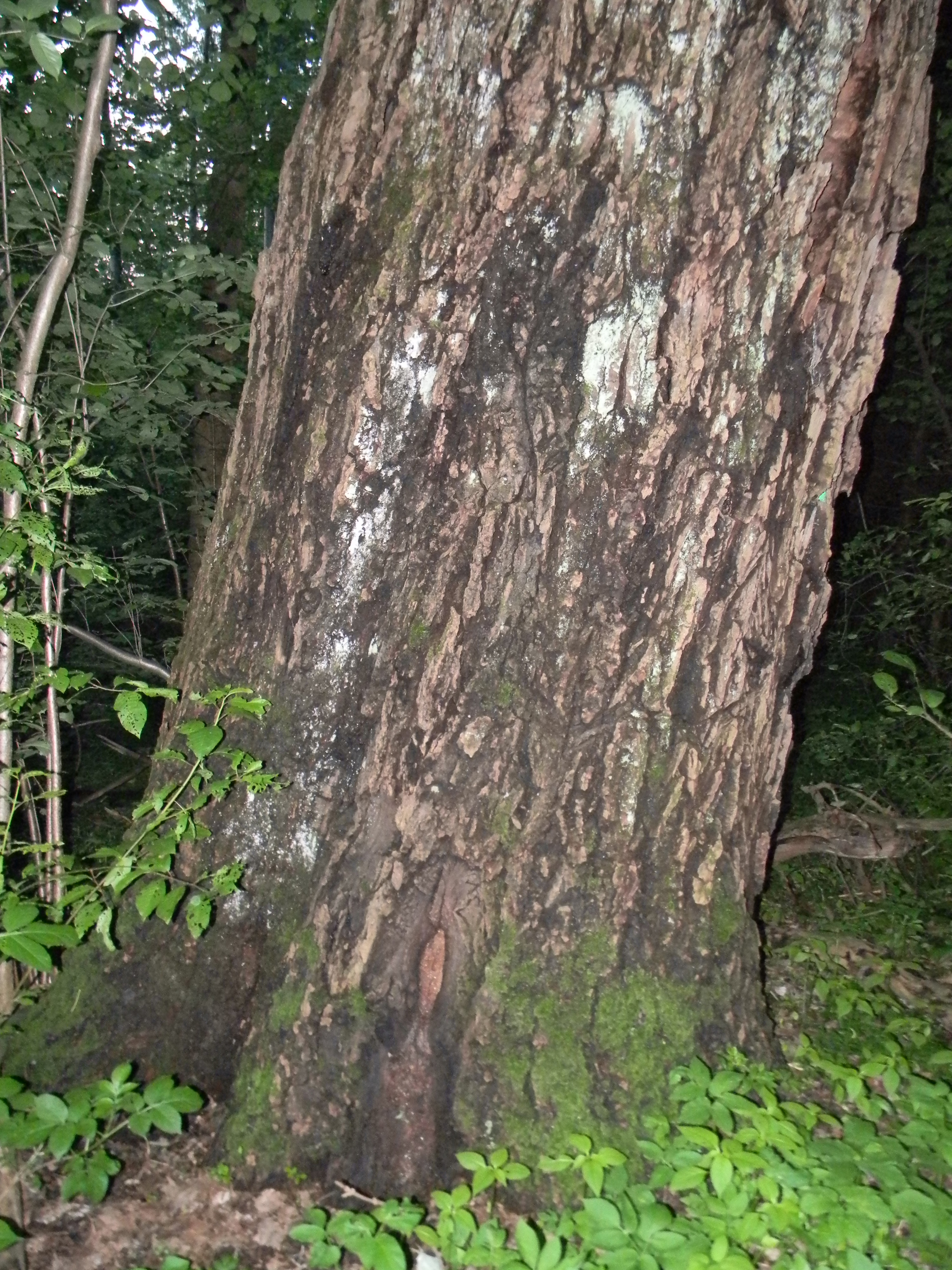
Widok na pień

Osika z Jastwi – topola osika, od wielu lat najstarszy, najgrubszy i największy krajowy okaz gatunku. Rośnie w miejscowości Jastew na terenie kompleksu Lasów Państwowych. Jej wiek szacuje się na ponad 160 lat. Obwód pnia na wysokości pierśnicy wynosi 497 cm (na 2020 r.), a wysokość 37,5 m. Drzewo posiada masywny, pojedynczy pień. Na wysokości kilkunastu metrów rozwidla się na kilka równorzędnych konarów. Jest w obrębie gatunku ewenementem pod względem długości życia i zdrowotności.